# قضیه توپ مودار

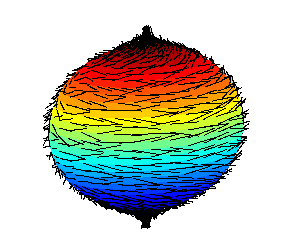
پس از مرتب کردن بردارها دو قطب به صورت عمود در آمده‌اند

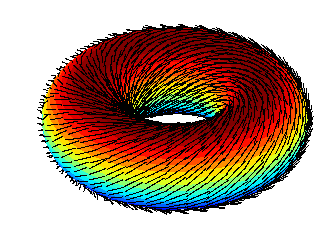
پس از مرتب کردن در چنبره نقطهٔ عمودی نداریم

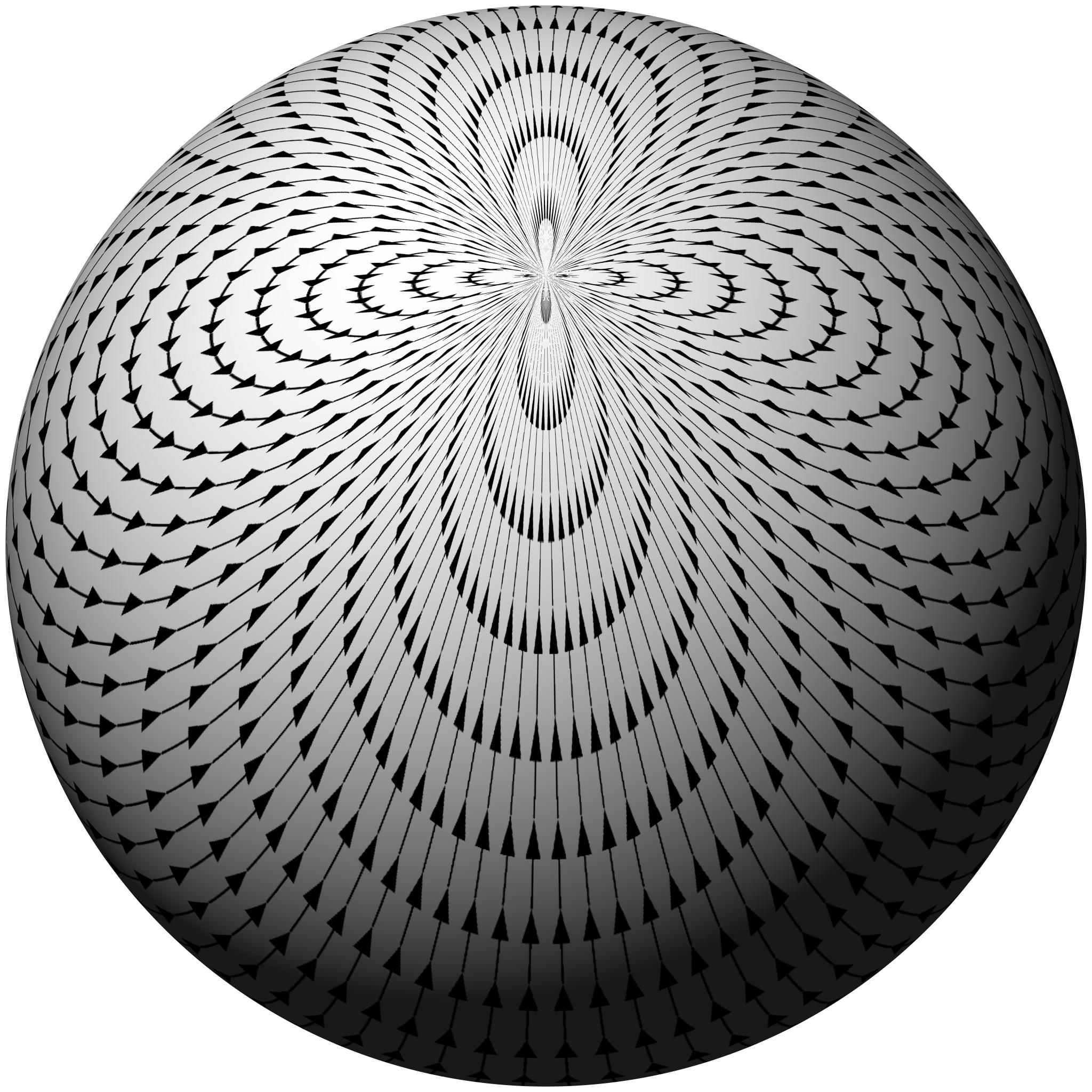
پس از مرتب کردن بردارها یک قطب به صورت عمود در آمده است

نظریهٔ توپ مودار یک نظریه است که در توپولوژی جبری مطرح می‌شود که بیان می‌کند اگر یک توپ داشته‌باشیم که روی تمام سطح آن مو باشد برای شانه کردن آن غیرممکن است که تمام موها مماس بر سطح توپ باشد و باید بعضی از آن‌ها صاف و به صورت عمود باشند. این نظریه را نخستین بار آنری پوانکاره بیان کرد.

## مشخصه اویلر و توپ مودار
مشخصه اویلر برای کره عدد ۲ و برای چنبره عدد ۰ است در نتیجه موها که بردار فرض می‌کنیم در کره بعضی عمودی نسبت سطح اند و در چنبره همه می‌توانند مماس باشند.